# Argiope kochi
Argiope kochi là một loài nhện trong họ Araneidae.
Loài này thuộc chi Argiope. Argiope kochi được Herbert Walter Levi miêu tả năm 1983.